# Ceylonskogstörnskata
Ceylonskogstörnskata (Tephrodornis affinis) är en tätting i familjen vangor.

## Utseende och läte
Ceylonskogstörnskatan är en 13–14 cm lång, gråbrun fågel med ett vitt ögonbrynsstreck och vitkantad svartaktig stjärt. Den är mycket lik vitbrynad skogstörnskata, och tidigare behandlad som underart av denna, men har kortare stjärt, hos hanen ljust öga, mindre tydligt ögonbrynsstreck men istället ett vitaktigt mustaschstreck och vitt på övergumpen istället för vanligtvis grått. Sången beskrivs i engelsk litteratur som en behaglig, ljudlig serie, "fit-fwít-fwít-fwít-fwéét-fwéét".

## Utbredning och systematik
Fågeln återfinns på Sri Lanka. Tidigare behandlades ceylonskogstörnskata som underart till vitbrynad skogstörnskata (Tephrodornis pondicerianus). 

### Familjetillhörighet
Släktet har länge flyttats runt mellan olika familjer. Fram tills nyligen placerades arterna istället i familjen skogstörnskator (Tephrodornithidae) med filentomor och släktet Hemipus. Studier visar dock att denna grupp är nära släkt med vangorna och flyttas nu allmänt dit.

## Status och hot
Arten har ett stort utbredningsområde, men tros minska i antal, dock inte tillräckligt kraftigt för att den ska betraktas som hotad. Internationella naturvårdsunionen IUCN listar arten som livskraftig (LC).